# Stephan Bethlen

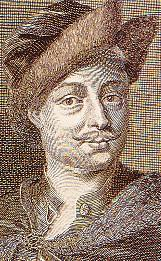
István Bethlen, Bilddarstellung (Kupferstich) um das Jahr 1630

Stephan Bethlen (von Iktar), ungarisch Bethlen István (* 1582 Ort unbekannt; † 10. Januar 1648 in Ecsed, beigesetzt in Weißenburg, ung. Gyulafehérvár, rum. Alba Iulia) war vom 28. September 1630 bis 26. November 1630 Fürst von Siebenbürgen.

## Siebenbürgen
Stephan Bethlen war der zwei Jahre jüngere Bruder von Gabriel Bethlen und Sohn von Druzsina Lázár und Farkas Bethlen.
Laut Überlieferung war Bethlen eher gering gebildet. Allerdings immatrikulierte er sich 1619 in Begleitung seines Lehrers Geleji Katona István (1589–1649) an der Universität Heidelberg. Man sah in ihm einen Nachfolger, der die Politik seines Bruders, des Fürsten fortsetzen sollte. Gabriel Bethlen setzte alles daran, seinen jüngeren Bruder mit Privilegien auszustatten und zu stärken. So erhielt dieser die Burg von Chust. Er wurde Woiwode auf Lebenszeit von Hunyad (Eisenmarkt, heute Kreis Hunedoara) und Eigentümer der Burg Hunedoara (heute zu Rumänien) und hatte Besitz in der Marmarosch (heute teils in Rumänien und teils in der Ukraine). 
Nach dem Tod seines Bruders versuchte Stephan Bethlen am 25. Januar 1630 in Gyulafehérvár, die Regentschaft zu übernehmen. Am 28. September 1630 wurde er in Kolozsvár zum Fürst von Siebenbürgen erhoben, trat aber nach nur 60 Tagen Regierungszeit am 26. November 1630 in Segesvár zurück. Am 1. Dezember 1630 erfolgte die Wahl Georg I. Rákóczis durch den Siebenbürger Landtag.

## Familiäres
- Erste Ehefrau: Krisztina Csáky
- Zweite Ehefrau: um 1623, Katalin Károlyi, Witwe von Ferenc Rhédey
- Kinder: Anna, Druzsianna, Catharina, Péter, István (Stefan), Gábor (Gabriel), Wolfgang

| Vorgänger       | Amt                         | Nachfolger       |
| --------------- | --------------------------- | ---------------- |
| Gabriel Bethlen | Fürst von Siebenbürgen 1630 | Georg I. Rákóczi |

| Personendaten    | Personendaten          |
| ---------------- | ---------------------- |
| NAME             | Bethlen, Stephan       |
| ALTERNATIVNAMEN  | Bethlen, István        |
| KURZBESCHREIBUNG | Fürst von Siebenbürgen |
| GEBURTSDATUM     | um 1582                |
| STERBEDATUM      | 10. Januar 1648        |
| STERBEORT        | Ecsed                  |